# Епархия Полокване
Епархия Полокване (лат. Dioecesis Polokwanensis) — епархия Римско-Католической церкви с центром в городе Полокване, ЮАР. Епархия Полокване входит в митрополию Претории. Кафедральным собором епархии Полокване является церковь святого Бенедикта.

## История
22 декабря 1910 года Римский папа Пий X учредил апостольскую префектуру Трансвааля, выделив её из апостольских викариатов Северного Трансвааля (сегодня — Архиепархия Йоханнесбурга). Пастырское попечение об апостольской префектуре Трансвааля было поручено монахам из монашеского ордена бенедиктинцев.
23 июня 1939 года апостольская префектура Трансвааля была преобразована в территориальное аббатство Питерсбурга.
27 декабря 1962 года территориальное аббатство Питерсбурга передало часть своей территории для возведения новой апостольской префектуры Луи-Тришара (сегодня — Епархия Тзанеена).
15 декабря 1988 года территориальное аббатство Питерсбурга было преобразовано в епархию Питерсбурга.
4 сентября 2009 года епархия Питерсбурга была переименована в епархию Полокване.

## Ординарии епархии
- епископ Ildefonso Lanslots O.S.B.[2] (1911—1922)
- епископ Salvatore van Nuffel O.S.B. (21.03.1922 — 1939)
- епископ Frederic Osterrath O.S.B. (14.11.1939 — октябрь 1952)
- епископ Francis Clement Van Hoeck O.S.B. (6.01.1954 — 29.11.1974)
- епископ Fulgence Werner Le Roy O.S.B. (10.07.1975 — 17.02.2000)
- епископ Mogale Paul Nkhumishe (17.02.2000 — 9.12.2011)
- епископ Jeremiah Madimetja Masela (с 10.06.2013)

## Источник
- Annuario Pontificio, Libreria Editrice Vaticana, Città del Vaticano, 2003, ISBN 88-209-7422-3